# Tmesisternus rufipes
Tmesisternus rufipes là một loài bọ cánh cứng trong họ Cerambycidae.